# Aufstellung des französischen Heeres im Feldzug gegen Preußen 1806
Aufstellung des französischen Heeres im Feldzug gegen Preußen 1806. Es handelte sich um einen Feldzug des Krieges der Vierten Koalition. Die Daten beziehen sich auf den Beginn des Feldzuges am 1. Juni 1806.

## Französisches Heer
- Oberkommandierender: Kaiser Napoléon
- Chef des Generalstabes der Armee (Chef d’état-major de l’armée): Maréchal Louis Alexandre Berthier
- Generalinspekteur der Artillerie (Inspecteur général de l’artillerie): Général de division Nicolas Marie Songis des Courbons
- Pionierkommandant (Commandant le génie): Général de division François de Chasseloup-Laubat

- 146 Bataillone
- 196 Escadrons
- Gesamt: 161.944 Mann

121.091 Infanteristen
30.170 Reiter
10.683 Artilleristen und Trainsoldaten
- 307 Kanonen
- 2679 Wagen

| Garde impériale/Kaiserliche Garde Kommandant Maréchal François-Joseph Lefebvre Chef des Stabes: Général François Xavier Roussel Artilleriekommandant: Général Joseph Christophe Couin 5151 Infanteristen – 2862 Reiter – 42 Kanonen 712 Kanoniere und Trainsoldaten Gesamt: 12 Bataillone – 10 Escadrons – 8725 Mann – 277 Wagen Korpsartillerie 1er régiment d’artillerie à pied – (2 Kompanien) | Garde impériale/Kaiserliche Garde Kommandant Maréchal François-Joseph Lefebvre Chef des Stabes: Général François Xavier Roussel Artilleriekommandant: Général Joseph Christophe Couin 5151 Infanteristen – 2862 Reiter – 42 Kanonen 712 Kanoniere und Trainsoldaten Gesamt: 12 Bataillone – 10 Escadrons – 8725 Mann – 277 Wagen Korpsartillerie 1er régiment d’artillerie à pied – (2 Kompanien) |
| --- | --- |
| 1. Brigade – Général Jérôme Soulès | |
| 1errégiment de chasseurs à pied de la Garde 1. und 2. Bataillon – 996 Mann | 2e régiment de chasseurs à pied de la Garde 1. und 2. Bataillon – 994 Mann |
| 2. Brigade – Général Pierre Augustin Hulin | |
| 1er régiment de grenadiers à pied de la Garde 1. und 2. Bataillon – 861 Mann | 2e régiment de grenadiers à pied de la Garde – 1. und 2. Bataillon – 852 Mann |
| 3. Brigade – Général Louis Baraguey d’Hilliers | |
| 1er régiment de dragons à pied 1. und 2. Bataillon – 1049 Mann | 2e régiment de dragons à pied 1. und 2. Bataillon – 1111 Mann |
| Cavalerie de la Garde – Maréchal Jean-Baptiste Bessières – | |
| 1. Brigade – Général Nicolas Dahlmann | |
| Mamelouks de la Garde impériale (160 Mann) | Chasseurs à cheval de la Garde impériale – 4 Escadrons – 824 Reiter |
| 2. Brigade – Général Frédéric Henri Walther | |
| Grenadiers à cheval de la Garde impériale (881 Mann) | |
| Gendarmerie – Général Anne Jean Marie René Savary | |
| 1er escadron de la gendarmerie d’élite (281 Mann) | |
| Artillerie – Général Joseph Couin | |
| Régiment d’artillerie à cheval de la Garde – (625 Mann) | 1er régiment d’artillerie – Détachement der 2. und 6. Batterie (45 Mann) |
| 6e régiment d’artillerie à cheval – Détachement (42 Mann) | Marins de la Garde – Capitaine de vaisseau François Henri Eugène Daugier (102 Mann) |

| 1. Corps Kommandant Maréchal Jean-Baptiste Bernadotte Chef des Stabes: Général Victor Léopold Berthier Artilleriekommandant: Général Jean Baptiste Eblé 18.467 Infanteristen – 1623 Reiter – 50 Kanonen 1073 Kanoniere und Trainsoldaten Korpsartillerie 1er régiment d’artillerie à pied – (2 Kompanien) 2e régiment d'artillerie à cheval – (1 Kompanie) | 1. Corps Kommandant Maréchal Jean-Baptiste Bernadotte Chef des Stabes: Général Victor Léopold Berthier Artilleriekommandant: Général Jean Baptiste Eblé 18.467 Infanteristen – 1623 Reiter – 50 Kanonen 1073 Kanoniere und Trainsoldaten Korpsartillerie 1er régiment d’artillerie à pied – (2 Kompanien) 2e régiment d'artillerie à cheval – (1 Kompanie) |
| --- | --- |
| 1er division – Général Pierre Dupont de l’Étang | |
| 1er brigade – Général Marie François Rouyer | |
| 9e régiment d'infanterie légère (2 Bataillone) | |
| 2e brigade – Général François Marie Guillaume Legendre d’Harvesse | |
| 32e régiment d’infanterie de ligne – (2 Bataillone) | 96e régiment d’infanterie de ligne – (2 Bataillone) |
| 2. Division – Olivier Rivaud de la Raffinière Divisionsartillerie 8e régiment d’artillerie à pied – (1 Kompanie) 3e régiment d’artillerie à cheval – (1 Kompanie) | |
| 1er brigade – Général Michel Marie Pacthod | |
| 8e régiment d’infanterie de ligne – Colonel Jean François Etienne Autié (2 Bataillon – 1979 Mann) | |
| 2e brigade – Général Nicolas-Joseph Maison | |
| 45e régiment d’infanterie de ligne – Colonel Jean Léonard Barrié (2 Bataillone – 1717 Mann) | 54e régiment d’infanterie de ligne – Colonel Armand Philippon (2 Bataillone – 1510 Mann) |
| 3. Division – Général Jean-Baptiste Drouet d’Erlon Divisionsartillerie 8e régiment d'artillerie à pied – (1 Kompanie) 3e régiment d'artillerie à cheval – (1 Kompanie) | |
| 1er brigade – Général Georges Frère | |
| 27e régiment d'infanterie légère – Colonel Jean-Baptiste Charnotet (2 Bataillone) (1775 Mann) | |
| 2e brigade – Général François Werlé | |
| 94e régiment d’infanterie de ligne – Colonel Jean Nicolas Razout (2 Bataillone – 1680 Mann) | 95e régiment d’infanterie de ligne – Colonel Marc Nicolas Louis Pécheux (2 Bataillone – 1905 Mann) |
| Kavallerie – Jacques Louis François Delaistre de Tilly | |
| Brigade Watier – Général Pierre Wathier de Saint Alphonse | |
| 2e régiment de hussards – (3 Escadrons – 513 Mann) | 4e régiment de hussards – (3 Escadrons – 567 Mann) |
| 5e régiment de chasseurs à cheval – (3 Escadrons – 541 Mann) | |
| Reserveartillerie Général Jean Baptiste Eblé 8e régiment d'artillerie à pied – (1 Kompanie) 3e régiment d'artillerie à cheval – (1 Kompanie) | |

| 3. Corps Kommandant Maréchal Louis Nicolas Davout Chef des Stabes: Général Joseph Augustin Fournier Artilleriekommandant: Général Antoine Hanicque 29 Bataillone – 9 Escadrons – 264 Wagen 18.467 Infanteristen – 1622 Reiter – 41 Kanonen 1681 Kanoniere und Trainsoldaten Korpsartillerie 1er régiment d’artillerie à pied – (2 Kompanien) 2e régiment d’artillerie à cheval – (1 Kompanie) | 3. Corps Kommandant Maréchal Louis Nicolas Davout Chef des Stabes: Général Joseph Augustin Fournier Artilleriekommandant: Général Antoine Hanicque 29 Bataillone – 9 Escadrons – 264 Wagen 18.467 Infanteristen – 1622 Reiter – 41 Kanonen 1681 Kanoniere und Trainsoldaten Korpsartillerie 1er régiment d’artillerie à pied – (2 Kompanien) 2e régiment d’artillerie à cheval – (1 Kompanie) |
| --- | --- |
| 1er division – Général Charles Antoine Morand Divisionsartillerie 7e régiment d’artillerie à pied – (1 Kompanie) | |
| 1er brigade – Général Jean Louis Debilly | |
| 51e régiment d’infanterie de ligne – Colonel Louis Paul Baille (3 Bataillone – 2077 Mann) | 61e régiment d’infanterie de ligne – Colonel Jean Nicolas (2 Bataillone – 1874 Mann) |
| 1er brigade – Général Etienne Brouard | |
| 17e régiment d’infanterie de ligne – Colonel Pierre Lanusse (3 Bataillone – 1209 Mann) | 30e régiment d’infanterie de ligne – Colonel François Valterre (2 Bataillone – 1858 Mann) |
| 13e régiment d’infanterie légère – Colonel Pierre Jules César Guyardet (3 Bataillone) (2363 Mann) | |
| 2e division – Général Louis Friant Divisionsartillerie 7e régiment d’artillerie à pied – (1 Kompanie) 5e régiment d’artillerie à cheval – (1 Kompanie) | |
| Brigade Kister – Général Georges Kister | |
| 33e régiment d’infanterie de ligne – Colonel Jean Saint-Raymond (2 Bataillone – 1722 Mann) | 48e régiment d’infanterie de ligne – Colonel Joseph Barbanègre (2 Bataillone – 1574 Mann) |
| Brigade Lochet – Général Pierre-Charles Lochet | |
| 108e régiment d’infanterie de ligne – Colonel Joseph Higonet (2 Bataillone – 1587 Mann) | |
| Brigade Grandeau – Général Louis Joseph Grandeau | |
| 111e régiment d’infanterie de ligne – Colonel Louis Gay (2 Bataillone – 1958 Mann) | |
| 3e division – Général Charles Etienne Gudin Divisionsartillerie 7e régiment d’artillerie à pied – (1 Kompanie) 5e régiment d’artillerie à cheval – (1 Kompanie) | |
| Brigade Petit – Général Claude Petit | |
| 12e régiment d’infanterie de ligne – Colonel Jean-Marie Vergez (2 Bataillone – 1877 Mann) | 21e régiment d’infanterie de ligne – Colonel Pierre Decouz (2 Bataillone – 1868 Mann) |
| Brigade Gautier – Général Nicolas Hyacinthe Gautier | |
| 25e régiment d’infanterie de ligne – Colonel Louis Victorin Cassagne (2 Bataillone – 1862 Mann) | 85e régiment d’infanterie de ligne – Colonel Sébastien Viala (2 Bataillone – 1033 Mann) |
| Kavallerie – Jean Baptiste Théodore Viallannes | |
| 1errégiment de chasseurs à cheval – Colonel Rémy-Isidore Exelmans (3 Escadrons – 508 Mann) | 2erégiment de chasseurs à cheval – Colonel Ignace François Bousson (3 Escadrons – 554 Mann) |
| 12erégiment de chasseurs à cheval – Colonel Claude Raymond Guyon (3 Escadrons – 529 Mann) | |
| Reserveartillerie Général Antoine Hanicque 7e régiment d'artillerie à pied – (3 Kompanien) 5e régiment d'artillerie à cheval – (1 Kompanie) | |

| 4. Corps Kommandant Maréchal Nicolas Jean-de-Dieu Soult Chef des Stabes: Général Jean Dominique Compans Pionierkommandant: Colonel Marie Théodore Urbain Garbé Artilleriekommandant: Général Jean Ambroise Baston de Lariboisière 26 Bataillone – 12 Escadrons – 450 Wagen 25.164 Infanteristen – 1448 Reiter – 50 Kanonen 1500 Kanoniere und Trainsoldaten Korpstruppen 5e régiment d'artillerie à pied (16. und 17. Kompanie) 3e bataillon du train (2. Détachement) 1er bataillon de pontonniers (1. Kompanie) 2e bataillon du génie (9. Kompanie) | 4. Corps Kommandant Maréchal Nicolas Jean-de-Dieu Soult Chef des Stabes: Général Jean Dominique Compans Pionierkommandant: Colonel Marie Théodore Urbain Garbé Artilleriekommandant: Général Jean Ambroise Baston de Lariboisière 26 Bataillone – 12 Escadrons – 450 Wagen 25.164 Infanteristen – 1448 Reiter – 50 Kanonen 1500 Kanoniere und Trainsoldaten Korpstruppen 5e régiment d'artillerie à pied (16. und 17. Kompanie) 3e bataillon du train (2. Détachement) 1er bataillon de pontonniers (1. Kompanie) 2e bataillon du génie (9. Kompanie) |
| --- | --- |
| Division Hilaire – Général Louis de Saint Hilaire Divisionsartillerie 5e régiment d’artillerie à pied – (12. und 17. Kompanie) | |
| Brigade Candras – Général Jacques Lazare Savettier de Candras | |
| 10e régiment d’infanterie légère – Colonel Pierre Charles Pouzet (2 Bataillone – 1868 Mann) | 36e régiment d’infanterie de ligne – Colonel Charles Antoine Houdar de La Motte (2 Bataillone – 1815 Mann) |
| Brigade Varé – Général Louis Prix Varé | |
| 43e régiment d’infanterie de ligne – Colonel Jean Le Marois (2 Bataillone – 1760 Mann) | 55e régiment d’infanterie de ligne – Colonel Jean-Baptiste Silberman (2 Bataillone – 1945 Mann) |
| Division Leval – Général Jean François Leval Divisionsartillerie 5e régiment d’artillerie à pied – (13. und 17. Kompanie) | |
| Brigade Schiner – Général Joseph François Ignace Maximilien Schiner | |
| 24e régiment d'infanterie légère – Colonel Bernard Pourailly (2 Bataillone – 1 994 Mann) | |
| Brigade Férey – Général Claude-François Férey | |
| 4e régiment d’infanterie de ligne – Colonel Louis-Léger Boyeldieu (2 Bataillone – 2306 Mann) | 28e régiment d’infanterie de ligne – Colonel Jean Georges Edighoffen (2 Bataillone – 1778 Mann) |
| Brigade Viviès – Général Guillaume Raymond Amant Viviès | |
| 46e régiment d’infanterie de ligne – Colonel Guillaume Latrille de Lorencez (2 Bataillone – 1724 Mann) | 57e régiment d’infanterie de ligne – Colonel Jean-Pierre-Antoine Rey (2 Bataillone – 2365 Mann) |
| Division Legrand – Général Claude Juste Legrand Divisionsartillerie 5e régiment d’artillerie à pied – (14. und 17. Kompanie) 5e régiment d’artillerie à cheval – (3. Kompanie) | |
| Brigade Essarts – Général François Ledru | |
| 26e régiment d'infanterie légère – Colonel François René Cailloux (2 Bataillone – 1246 Mann) | Tirailleurs corses – Colonel Philippe Antoine d'Ornano (1 Bataillon – 685 Mann) |
| Tirailleurs du Pô – Colonel Étienne Hulot (1 Bataillon – 678 Mann) | |
| Brigade Levasseur – Général Victor Levasseur | |
| 18e régiment d’infanterie de ligne – Colonel Jean-Baptiste Ambroise Ravier (2 Bataillone – 2075 Mann) | 75e régiment d’infanterie de ligne – Colonel François L’Huillier de Hoff (2 Bataillone – 1907 Mann) |
| Kavallerie Artillerie 5e régiment d'artillerie à cheval – (4. Kompanie) | |
| Brigade Guyot – Général Etienne Guyot | |
| 8e régiment de hussards (463 Mann) | |
| Brigade Margaron – Général Pierre Margaron | |
| 11e régiment de chasseurs à cheval – Colonel Charles Claude Jacquinot (516 Mann) | 16e régiment de chasseurs à cheval – Colonel Louis Joseph Maupoint (512 Mann) |
| 22e régiment de chasseurs à cheval – Colonel Étienne Tardif de Pommeroux de Bordesoulle (420 Mann) | |

| 5. Corps Kommandant Maréchal Jean Lannes Chef des Stabes: Général Claude-Victor Perrin Pionierkommandant: Général François Joseph Kirgener Artilleriekommandant: Général Louis François Foucher de Careil 27 Bataillone – 9 Escadrons – 354 Wagen 18.936 Infanteristen – 1680 Reiter – 38 Kanonen 1128 Kanoniere und Trainsoldaten Korpstruppen (Reserveartillerie) 1er régiment d'artillerie à pied (1 Kompanie) 6e régiment d'artillerie à cheval (1 Kompanie) | 5. Corps Kommandant Maréchal Jean Lannes Chef des Stabes: Général Claude-Victor Perrin Pionierkommandant: Général François Joseph Kirgener Artilleriekommandant: Général Louis François Foucher de Careil 27 Bataillone – 9 Escadrons – 354 Wagen 18.936 Infanteristen – 1680 Reiter – 38 Kanonen 1128 Kanoniere und Trainsoldaten Korpstruppen (Reserveartillerie) 1er régiment d'artillerie à pied (1 Kompanie) 6e régiment d'artillerie à cheval (1 Kompanie) |
| --- | --- |
| Division Suchet – Général Louis Gabriel Suchet Divisionsartillerie 5e régiment d’artillerie à pied – (1 Kompanie) 3e régiment d’artillerie à cheval – (1 Kompanie) | |
| Brigade Claparède – Général Michel Claparède | |
| 17e régiment d’infanterie de ligne – Colonel Guillaume Latrille de Lorencez (2 Bataillone – 2232 Mann) | |
| Brigade Reille – Général Honoré Reille | |
| 34e régiment d’infanterie de ligne – Colonel Pierre Dumoustier (3 Bataillone – 2788 Mann) | 40e régiment d’infanterie de ligne – Colonel Thomas Jean Chassereaux (2 Bataillone – 1881 Mann) |
| Brigade Vedel – Général Dominique Vedel | |
| 64e régiment d’infanterie de ligne – Colonel François Pierre Alexandre Chauvel (2 Bataillone – 1954 Mann) | 88e régiment d’infanterie de ligne – Colonel Michel Veilande (2 Bataillone – 2104 Mann) |
| Division Gazan – Général Théodore Gazan Divisionsartillerie 1er régiment d’artillerie à pied – (1 Kompanie) 6e régiment d’artillerie à cheval – (1 Kompanie) | |
| Brigade Graindorge – Général Jean Graindorge | |
| 21e régiment d’infanterie légère – Colonel Auguste Romain Duhamel (3 Bataillone – 2108 Mann) | 28e régiment d’infanterie légère – Colonel Jean André Praefke (3 Bataillone – 2304 Mann) |
| Brigade Campana – Général François Campana | |
| 100e régiment d’infanterie de ligne – Colonel Joachim Jérome Quiot du Passage (3 Bataillone – 2724 Mann) | 103e régiment d’infanterie de ligne – Colonel Eloi Charlemagne Taupin (3 Bataillone – 2442 Mann) |
| Kavallerie – Général Anne François Trelliard | |
| 9e régiment de hussards – Colonel Jean Baptiste Barbanègre (527 Mann) | 10e régiment de hussards – Colonel André Louis Elisabeth Marie Briche (495 Mann) |
| 21e régiment de chasseurs à cheval – Colonel Pierre Marie-Auguste Berruyer (608 Mann) | |

| 6. Corps Kommandant: Maréchal Michel Ney Chef des Stabes: Général Adrien Baptiste Dutaillis Pionierkommandant: Colonel Casals Artilleriekommandant: Général Jean Nicolas Seroux de Fay 17 Bataillone – 8 Escadrons – 337 Wagen 16.985 Infanteristen – 959 Reiter – 24 Kanonen 1323 Kanoniere und Trainsoldaten Korpstruppen (Reserveartillerie) 1er régiment d'artillerie à pied (4 Kompanien) 6e régiment d'artillerie à cheval (1 Kompanie) | 6. Corps Kommandant: Maréchal Michel Ney Chef des Stabes: Général Adrien Baptiste Dutaillis Pionierkommandant: Colonel Casals Artilleriekommandant: Général Jean Nicolas Seroux de Fay 17 Bataillone – 8 Escadrons – 337 Wagen 16.985 Infanteristen – 959 Reiter – 24 Kanonen 1323 Kanoniere und Trainsoldaten Korpstruppen (Reserveartillerie) 1er régiment d'artillerie à pied (4 Kompanien) 6e régiment d'artillerie à cheval (1 Kompanie) |
| --- | --- |
| Division Marchand – Général Jean Gabriel Marchand | |
| Brigade Villatte – Général Eugène Villatte | |
| 6e régiment d’infanterie légère – Colonel Jean Grégoire Barthélemy Rouger de Laplane (2 Bataillone – 2258 Mann) | |
| Brigade Roguet – Général François Roguet | |
| 39e régiment d’infanterie de ligne – Colonel Antoine Louis Popon (2 Bataillone – 2023 Mann) | 69e régiment d’infanterie de ligne – Colonel Louis Bertrand Pierre Brun de Villeret (2 Bataillone – 2057 Mann) |
| 79e régiment d’infanterie de ligne – Colonel Lafonquière (2 Bataillone – 1862 Mann) | |
| Division Gardanne – Général Gaspard Amédée Gardanne | |
| Brigade Marcognet – Général Pierre Marcognet | |
| 25e régiment d’infanterie légère – Colonel Morel (3 Bataillone – 2242 Mann) | |
| Brigade Delabassée – Général Mathieu Delabassée | |
| 27e régiment d’infanterie de ligne – Colonel Martial Bardet (2 Bataillone – 2191 Mann) | 50e régiment d’infanterie de ligne – Colonel Thomas Mignot de Lamartinière (2 Bataillone – 1895 Mann) |
| 29e régiment d’infanterie de ligne – Colonel Alexandre D’Alton-Shee genannt Alexandre Dalton (2 Bataillone – 2236 Mann) | |
| Kavallerie – Général Auguste de Colbert de Chabanais | |
| 3e régiment de hussards – Colonel Armand Lebrun de La Houssaye (430 Mann) | 10erégiment de chasseurs à cheval – Colonel Jacques Gervais, Baron Subervie (419 Mann) |

| 7. Corps Kommandant: Maréchal Charles Pierre François Augereau Chef des Stabes: Général Claude Marie Joseph Pannetier Pionierkommandant: ? Artilleriekommandant: Général Jean Philippe Raymond Dorsner 17 Bataillone – 7 Escadrons – 384 Wagen 15.059 Infanteristen – 1290 Reiter – 36 Kanonen 1323 Kanoniere und Trainsoldaten Korpstruppen (Reserveartillerie) 3e régiment d'artillerie à pied (1 Kompanie) | 7. Corps Kommandant: Maréchal Charles Pierre François Augereau Chef des Stabes: Général Claude Marie Joseph Pannetier Pionierkommandant: ? Artilleriekommandant: Général Jean Philippe Raymond Dorsner 17 Bataillone – 7 Escadrons – 384 Wagen 15.059 Infanteristen – 1290 Reiter – 36 Kanonen 1323 Kanoniere und Trainsoldaten Korpstruppen (Reserveartillerie) 3e régiment d'artillerie à pied (1 Kompanie) |
| --- | --- |
| Division Desjardin – Général Jacques Desjardin Divisionsartillerie 3e régiment d’artillerie à pied – (1 Kompanie) 6e régiment d’artillerie à cheval – (1 Kompanie) | |
| Brigade Lapisse – Général Pierre Belon Lapisse | |
| 16e régiment d’infanterie légère – Colonel Jean Isidore Harispe (4 Bataillone – 2663 Mann) | 14e régiment d’infanterie de ligne – Colone Charles Joseph Louis Marie Savary (2 Bataillone – 1870 Mann) |
| Brigade Conroux – Général Nicolas Conroux | |
| 44e régiment d’infanterie de ligne – Colonel Adrien-Joseph Saudeur (2 Bataillone – 1791 Mann) | 105e régiment d’infanterie de ligne – Colonel Pierre Joseph Habert (3 Bataillone – 1896 Mann) |
| Division de Bierre – Général Étienne Heudelet de Bierre Divisionsartillerie 3e régiment d’artillerie à pied – (1 Kompanie) 6e régiment d’artillerie à cheval – (1 Kompanie) | |
| Brigade Amey – Général François Amey | |
| 7e régiment d’infanterie légère – Colonel Joseph Boyer de Rebeval (3 Bataillone – 2424 Mann) | |
| Brigade Sarrut – Général Jacques Thomas Sarrut | |
| 44e régiment d’infanterie de ligne – Colonel Jean-Baptiste Pierre de Semellé (3 Bataillone – 2536 Mann) | 63e régiment d’infanterie de ligne – Colonel Marc Antoine Come Damien Jean-Chrisostome Lacuée (2 Bataillone – 1849 Mann) |
| 3e brigade | |
| Füsilierregiment „Hessen-Darmstadt“ (2 Bataillone) (4 000 Mann) | Infanterieregiment „Herzogtum Nassau“ Lieutenant-colonel Meder (1 Bataillon – 551 Mann) |
| Kavallerie – Général Jean Auguste Durosnel | |
| 7e régiment de chasseurs à cheval – Colonel ? (691 Mann) | 20e régiment de chasseurs à cheval – Colonel Marigny (637 Mann) |
| 6e régiment d’artillerie à cheval – (1 Kompanie) | |

## Reservekavallerie
| Kommandant: Maréchal Joachim Murat Chef des Stabes: Général Augustin Daniel Belliard Artilleriekommandant: Général Guillaume Boivin de la Martinière 132 Escadrons – 152 Wagen 18.686 Reiter – 26 Kanonen 1943 Kanoniere und Trainsoldaten Korpstruppen (Reserveartillerie) 1er régiment d'artillerie à pied (4 Kompanien) 6e régiment d'artillerie à cheval (1 Kompanie) | Kommandant: Maréchal Joachim Murat Chef des Stabes: Général Augustin Daniel Belliard Artilleriekommandant: Général Guillaume Boivin de la Martinière 132 Escadrons – 152 Wagen 18.686 Reiter – 26 Kanonen 1943 Kanoniere und Trainsoldaten Korpstruppen (Reserveartillerie) 1er régiment d'artillerie à pied (4 Kompanien) 6e régiment d'artillerie à cheval (1 Kompanie) |  |
| --- | --- |  |
| Kürassierdivision Nansouty – Général Etienne Nansouty | |  |
| Brigade Defrance – Général Jean-Marie Defrance | |  |
| 1er régiment de carabiniers de la Garde impériale – Colonel Camille Borghèse (4 Escadrons – 497 Mann) | 2e régiment de carabiniers de la Garde impériale – Colonel Pierre-Nicolas Morin (4 Escadrons – 497 Mann) |  |
| Brigade de La Houssaye – Général Armand de La Houssaye | |  |
| 2e régiment de cuirassiers – Colonel Étienne Chouard (4 Escadrons – 497 Mann) | 9e régiment de cuirassiers – Colonel Jean-Pierre Doumerc (4 Escadrons – 559 Mann)\| |  |
| Brigade Saint Germain – Général Antoine Louis Saint Germain | |  |
| 3e régiment de cuirassiers – Colonel Claude Antoine Hippolyte de Préval (4 Escadrons – 481 Mann) | 12e régiment de cuirassiers – Colonel Joseph Dornes (4 Escadrons – 479 Mann) |  |
| Kürassierdivision d’Hautpoul – Général Jean Joseph Ange d’Hautpoul | |  |
| Brigade Verdière – Général Jean Verdière | |  |
| 1er régiment de cuirassiers – Colonel Marie Adrien François Guiton (4 Escadrons – 537 Mann) | 5e régiment de cuirassiers – Colonel Jean-Baptiste Noirot (4 Escadrons – 371 Mann) |  |
| Brigade Saint Sulpice – Général Raymond Saint Sulpice | |  |
| 10e régiment de cuirassiers – Colonel Samuel Lhéritier de Chézelles (4 Escadrons – 516 Mann) | 11e régiment de cuirassiers – Colonel Louis Marie Baptiste de Brancas (4 Escadrons – 503 Mann) |  |
| Dragonerdivision Klein – Général Dominique Louis Antoine Klein | |  |
| Brigade de Fornier – Général Jacques Marguerite Étienne de Fornier | |  |
| 1er régiment de dragons – Colonel Ignace-Laurent-Stanislas d'Oullenbourg (3 Escadrons – 418 Mann) | 2e régiment de dragons – Colonel Ythier Sylvain Pryvé (4 Escadrons – 531 Mann) |  |
| Brigade de Fauconnet – Général Jean-Louis-François Fauconnet | |  |
| 4e régiment de dragons – Colonel Auguste Étienne Marie Gourlez (3 Escadrons – 613 Mann) | 14e régiment de dragons – Colonel Joseph Bouvier des Éclaz (3 Escadrons – 528 Mann) |  |
| Brigade Picard – Général Joseph Picard | |  |
| 20e régiment de dragons – Colonel Hilaire Benoit Reynaud (3 Escadrons – 458 Mann) | 26e régiment de dragons – Colonel Louis Pierre Delosme (3 Escadrons – 466 Mann) |  |
| Dragonerdivision Grouchy – Général Emmanuel Grouchy Chef des Stabes: Jean-François Angot-Darsonval | |  |
| Brigade Roget – Général Mansuy Roget | |  |
| 3e régiment de dragons – Colonel Joseph Claude Grézard (3 Escadrons – 408 Mann) | 6e régiment de dragons – Colonel Jacques Le Baron (4 Escadrons – 540 Mann) |  |
| Brigade Milet – Général Jacques Louis François Milet | |  |
| 10e régiment de dragons – Colonel Jean-Baptiste Dommanget (3 Escadrons – 308 Mann) | 11e régiment de dragons – Colonel Jean Louis André Bourbier (4 Escadrons – 535 Mann) |  |
| Brigade Boussart – Général André Joseph Boussart | |  |
| 13e régiment de dragons – Colonel Pierre Victor Laroche (3 Escadrons – 483 Mann) | 22e régiment de dragons – Colonel Jean Augustin Carrié de Boissy (3 Escadrons – 472 Mann) |  |
| Dragonerdivision Beaumont – Général Louis Chrétien Carrière de Beaumont | |  |
| Brigade Boyé – Général Charles Joseph Boyé | |  |
| 5e régiment de dragons – Colonel Jacques Nicolas Lacour (3 Escadrons – 433 Mann) | 8e régiment de dragons – Colonel Louis Beckler (4 Escadrons – 563 Mann) |  |
| Brigade Vagnair – Général Frédéric Vagnair | |  |
| 12e régiment de dragons – Colonel Louis François Félix Girault de Martigny (4 Escadrons – 497 Mann) | 16e régiment de dragons – Colonel François Marie Clément de La Roncière (4 Escadrons – 556 Mann) |  |
| Brigade Maubourg – Général Marie Latour Maubourg | |  |
| 9e régiment de dragons – Colonel Pierre Honoré Anne Maupetit (4 Escadrons – 450 Mann) | 21e régiment de dragons – Colonel ? (4 Escadrons – 556 Mann) |  |
| Dragonerdivision Sahuc – Général Louis Sahuc Chef des Stabes: Jean-François Angot-Darsonval | |  |
| Brigade Margaron – Général Pierre Margaron | |  |
| 17e régiment de dragons – Colonel Jean Ernest de Beurmann (3 Escadrons – 521 Mann) | 27e régiment de dragons – Colonel François Antoine Lallemand (3 Escadrons – 531 Mann) |  |
| Brigade Laplanche – Général Jean Laplanche | |  |
| 18e régiment de dragons – Colonel Justin Laffite (3 Escadrons – 487 Mann) | 19e régiment de dragons – Colonel Jean Marie Noël Delisle de Falcon de Saint-Geniès (3 Escadrons – 672 Mann) |  |
| Brigade ? – Général ? | |  |
| 15e régiment de dragons – Colonel Nicolas Martin Barthélemy (3 Escadrons – 471 Mann) | 25e régiment de dragons – Colonel Antoine Rigau (3 Escadrons – 549 Mann) |  |
| Leichte Kavalleriedivision – Général ? | |  |
| Brigade Lasalle – Général Charles Lassalle | |  |
| 5e régiment de hussards – Colonel François Xavier de Schwarz (3 Escadrons – 614 Mann) | 7e régiment de hussards – Colonel Ferdinand Daniel Marx (3 Escadrons – 634 Mann) |  |
| Brigade Milhaud – Général Edouard Milhaud | |  |
| 13e régiment de chasseurs à cheval – Colonel Jean-Baptiste Demangeot (3 Escadrons – 552 Mann) | 1er régiment de hussards – Colonel Philippe Augustin Le Rouvillois (3 Escadrons – 424 Mann) |  |
| Reserveartillerie – Général Guillaume Boivin de la Martinière | |  |
| 6e régiment d'artillerie à cheval – 1 Kompanie | 2e régiment d'artillerie à cheval – 1 Kompanie |  |